# Brazomar
La playa de Brazomar está situada en el municipio de Castro-Urdiales, en la comunidad autónoma de Cantabria, España.